# Bang Bang (kanał telewizyjny)
Bang Bang – albański kanał telewizyjny adresowany do dzieci. Jest jedną ze stacji należących do nadawcy DigitAlb. Został uruchomiony w 2004 roku.